# Білоус Василь
Василь Білоус (рум. Vasile Belous; 27 серпня 1988, Окниця — † 31 серпня 2021, Каларашовка, Окницький район) — молдовський боксер, призер чемпіонату Європи серед аматорів.

## Аматорська кар'єра
Василь Білоус був чемпіоном Молдови у першій напівсередній, а потім — у напівсередній вазі тринадцять разів з 2006 по 2018 рік.
- На чемпіонаті світу 2007 в категорії до 64 кг переміг двох суперників, а у 1/8 фіналу програв Алексісу Вастін (Франція).
- На чемпіонаті Європи 2008 в категорії до 69 кг програв у другому бою Жаіду Шигер (Франція).
- На чемпіонаті світу 2009 програв у першому бою Балажу Бачкаї (Угорщина).
- На чемпіонаті Європи 2010 програв у першому бою Джону Джо Джойс (Ірландія).
- На чемпіонаті Європи 2011 програв у першому бою Денису Лазарєву (Україна).
- На чемпіонаті світу 2011 здобув три перемоги, а у чвертьфіналі програв Вікасу Крішан (Індія) і кваліфікувався на Олімпійські ігри 2012.
- На Олімпіаді переміг Селемана Кідунда (Танзанія) — 20-7, а у другому бою програв Тарасу Шелестюку (Україна) — 7-15.
- На чемпіонаті Європи 2013 програв у другому бою Павлу Костроміну (Білорусь).
- На чемпіонаті світу 2013 програв у другому бою Парвізу Багірову (Азербайджан).
- На чемпіонаті Європи 2015 програв у другому бою Сулейману Сіссоко (Франція).
- На Європейських іграх 2015 програв у другому бою Парвізу Багірову (Азербайджан).
- На чемпіонаті Європи 2017 завоював бронзову медаль.
  - В 1/16 фіналу переміг Андраса Вадаша (Угорщина) — 5-0
  - В 1/8 фіналу переміг Павла Костроміна (Білорусь) — RSCI 2
  - В 1/4 фіналу переміг Дам'яна Ківіора (Польща) — 3-2
  - У півфіналі програв Абасу Барау (Німеччина) — 0-5
- На чемпіонаті світу 2017 програв у першому бою.
- На Європейських іграх 2019 переміг двох суперників, а у чвертьфіналі програв Харитону Агрба (Росія).

## Смерть
31 серпня 2021 року Василь Білоус загинув у ДТП.